# كفر قريطنة
كفر قريطنة إحدى قرى مركز المحلة الكبرى التابع لمحافظة الغربية بجمهورية مصر العربية. أصله من توابع مسير ثم فصل عنها في سنة 1266هـ وكان وقتها تابعًا لمركز كفر الشيخ ثم صدر قرار ضمه إلى مركز المحلة سنة 1935.

## التعليم
تصل نسبة الأمية في القرية إلى 48.65% بين من تجاوزوا العاشرة من عمرهم، بينما تصل نسبة من حصلوا على تعليم جامعي إلى 1.18% من جملة السكان.

## العمالة
تعاني القرية أيضًا من نسبة بطالة مرتفعة تصل إلى 61% بين من تزيد أعمارهم عن 15 سنة.

## السكان
بلغ عدد سكان كفر قريطنة 6764 نسمة حسب تقدير عام 2018.
| السنة  | 1882 | 1907 | 1960 | 1976 | 1986 | 1996 | 2006  | 2018 |
| ------ | ---- | ---- | ---- | ---- | ---- | ---- | ----- | ---- |
| القرية | 210  | 909  | 2232 | 2632 | 3298 | 4019 | 4,700 | 6764 |